# 北鄉町
北鄉町（日语：〔〕／ Kitagō chō */?）是位於日本宮崎縣南部鰐塚山地東側的一個城鎮，屬南那珂郡。轄區全部位於山區。
已於2009年3月30日與日南市、南鄉町合併為新設置的日南市。

## 历史

### 年表
- 1889年5月1日：實施町村制，設置南那珂郡北鄉村。
- 1959年1月1日：改制為北鄉町。[1]
- 2009年3月30日：與南鄉町、日南市合併為新設置的日南市。

| 1889年以前 | 1889年5月1日 | 1889年 - 1944年            | 1945年 -                   | 1954年                     | 1955年 - 1988年           | 1989年 - 現在        | 現在                 |
| ---------- | ------------ | -------------------------- | -------------------------- | -------------------------- | ------------------------- | -------------------- | -------------------- |
|            | 北鄉村       | 北鄉村                     | 北鄉村                     | 北鄉村                     | 1959年1月1日 改制為北鄉町 | 2009年3月30日 日南市 | 2009年3月30日 日南市 |
|            | 油津町       | 油津町                     | 油津町                     | 1950年1月1日 日南市        | 1950年1月1日 日南市       | 2009年3月30日 日南市 | 2009年3月30日 日南市 |
|            | 吾田村       | 吾田村                     | 1948年5月3日 改制為吾田町  | 1950年1月1日 日南市        | 1950年1月1日 日南市       | 2009年3月30日 日南市 | 2009年3月30日 日南市 |
|            | 飫肥村       | 1900年1月1日 改制為飫肥町  | 1900年1月1日 改制為飫肥町  | 1950年1月1日 日南市        | 1950年1月1日 日南市       | 2009年3月30日 日南市 | 2009年3月30日 日南市 |
|            | 東鄉村       |                            |                            | 1950年1月1日 日南市        | 1950年1月1日 日南市       | 2009年3月30日 日南市 | 2009年3月30日 日南市 |
|            | 細田村       | 1941年1月1日 改制為細田町  | 1941年1月1日 改制為細田町  | 1941年1月1日 改制為細田町  | 1955年2月11日 併入日南市  | 2009年3月30日 日南市 | 2009年3月30日 日南市 |
|            | 鵜戶村       |                            |                            |                            | 1955年2月11日 併入日南市  | 2009年3月30日 日南市 | 2009年3月30日 日南市 |
|            | 酒谷村       | 酒谷村                     | 酒谷村                     | 酒谷村                     | 1956年4月1日 併入日南市   | 2009年3月30日 日南市 | 2009年3月30日 日南市 |
|            | 榎原村       |                            |                            |                            | 1956年4月1日 併入日南市   | 2009年3月30日 日南市 | 2009年3月30日 日南市 |
| 南鄉町     |              |                            |                            |                            |                           | 2009年3月30日 日南市 | 2009年3月30日 日南市 |
|            | 南鄉村       | 1940年12月1日 改制為南鄉町 | 1940年12月1日 改制為南鄉町 | 1940年12月1日 改制為南鄉町 |                           | 2009年3月30日 日南市 | 2009年3月30日 日南市 |

## 交通

### 鐵道
- 九州旅客鐵道
  - 日南線：北鄉車站 - 內之田車站

## 觀光資源

### 景點
- 北鄉溫泉鄉
- 猪八重瀑布群
- 山仮屋隧道：宮崎縣內最早的公路隧道
- 山仮屋關所遺跡
- 三ツ岩林木遺傳資源保存林

### 祭典、活動
- 潮嶽神社春之大祭：每年2月
- 花立公園櫻花祭：每年4月
- 北鄉溫泉廣渡祭：每年8月
- 潮嶽神社秋例大祭：每年11月
- 鄉之原神社秋之奉納祭：每年11月
- 產業文化祭：每年11月

## 外部連結
- （日語） 北鄉町商工會（页面存档备份，存于）
- （日語） 日南市、北鄉町、南鄉町合併協議會